# Robert Kochprijs

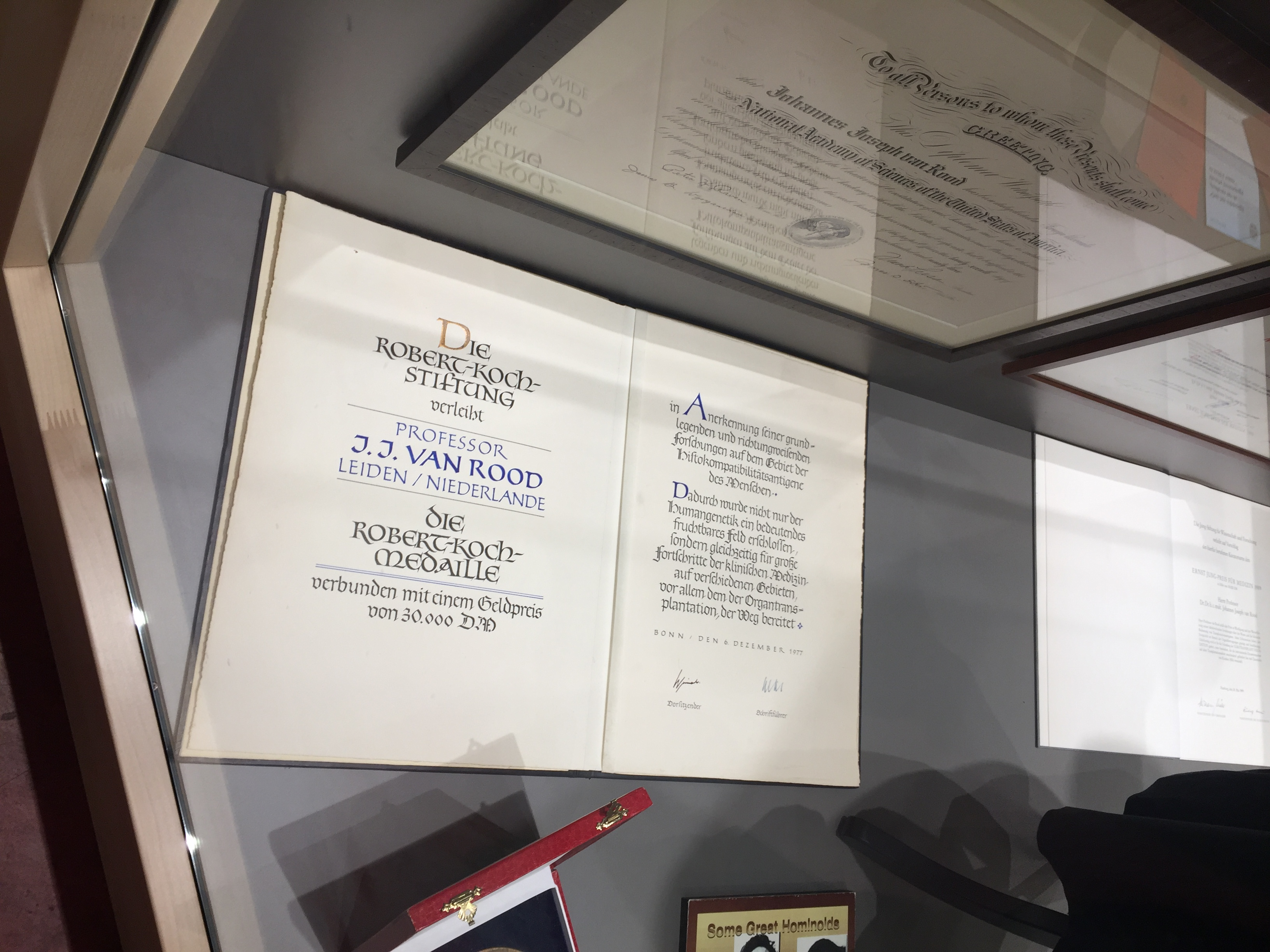
Robert Kochprijs voor Jon van Rood (1977)

De Robert Kochprijs is een van de meest prestigieuze wetenschappelijke onderscheidingen in Duitsland. De prijs wordt sinds 1960 jaarlijks uitgereikt om onderzoekers te eren voor hun uitmuntende en internationaal erkende prestaties op het gebied van biomedisch onderzoek. De prijzen worden met name verstrekt te bate van fundamenteel onderzoek op het gebied van infectieziekten en wijdverspreide ziekten zoals kanker.
De prijs wordt uitgereikt door de Robert Koch Stiftung ter nagedachtenis aan de medicus-bacterioloog Robert Koch en is met €120.000 een van de hoogste medische prijzen in Duitsland. De Duitse rijksoverheid is medefinancier van de prijs.
In 1977 werd de prijs uitgereikt aan Jean Dausset en de Nederlander Jon van Rood.
In 1989 kregen Irun R. Cohen en de Nederlander Lex van der Eb de prijs.
In 1991 kreeg de Belgische moleculair bioloog  Walter Fiers de prijs.